# Шейн МакҐован
Шейн МакҐован (Shane Patrick Lysaght MacGowan; нар. 25 грудня 1957, Пембері, графство Кент, Велика Британія — 30 листопада 2023, Дублін) — ірландський вокаліст та режисер, найбільше відомий як вокаліст і автор пісень The Pogues. Також був учасником Nipple Erectors і Shane MacGowan and the Popes, випускав свій власний сольний матеріал і співпрацював з такими артистами, як Кирсті Маккол, Джо Страммер, Нік Кейв, Стів Ерл, Шинейд О'Коннор і Ронні Дрю.

## Ранні роки
МакҐован народився в Пембері, графство Кент, 25 грудня 1957 року у ірландській сім'ї, яка після його народження повернулась до Ірландії. Своє раннє дитинство МакҐован провів у окрузі Тіпперері, Ірландія, перш ніж його сім'я переїхала до Англії, коли йому було шість з половиною. Він жив у графстві, неподалік Лондона, і відвідував державну школу. Проживав у багатьох районах південного сходу, включаючи Брайтон і Лондон.
Батько МакҐована, Моріс, працював в універмазі. Мати МакҐована, Тезе, була співачкою і танцюристкою ірландських народних танців, і працювала моделлю в Дубліні. У 1971 році, після закінчення школи Хілмвуд Хаус в Лангтон Грін, Тунбрідж Уеллс, МакҐован отримав літературну стипендію і був прийнятий до Вестмінстерської школи. Його вигнали на другий рік, через зберігання наркотиків.
Вперше МакҐован був відзначений публічно у 1976 році, коли на концерті британського панк-гурту The Clash Джейн Крокфорд пошкодила мочку його вуха. Фотограф зробив знімок Шейна, покритого кров'ю, і опублікував статтю з заголовком «Канібалізм на концерті The Clash». Незабаром він створив власний панк-рок гурт The Nipple Erectors, пізніше перейменований в «The Nips».

## Кар'єра

### 1982—1991: Лідер The Pogues
МакҐован звернув увагу на своє ірландське коріння після заснування The Pogues і змінив свій панк-стиль на більш традиційне звучання. Більшість його пісень були написані під впливом ірландського націоналізму, ірландської історії, досвіду ірландців у Лондоні та Сполучених Штатах, а також життя Лондона в цілому. МакҐован часто згадував своїх натхненників — ірландського поета XIX ст. Джеймса Кларенса Мангана і драматурга Брендана Бехана.
Між 1985 а 1987 роками, спільно з Кирсті Маккол, він записав пісню «Fairytale of New York». В найближчі роки MacGowan and The Pogues випустили кілька альбомів.

### 1992—2005: Shane MacGowan and The Popes
Після того, як МакҐована вигнали з The Pogues через непрофесійну поведінку, він сформував нову групу, Shane MacGowan and The Popes. Записавши три альбоми, вони гастролювали по всьому світу.
У 1997 році МакҐован взяв участь у записі «Perfect Day» Лу Ріда, з метою допомогти малозабезпеченим дітям. Цей сингл був номером один у Великій Британії протягом трьох тижнів. Продавши понад мільйон копій, запис за шість років приніс 2, 125, 000 фунтів стерлінгів, які були віддані на благодійність.
З грудня 2003 року по травень 2005 року Shane MacGowan and The Popes гастролювали у Великій Британії, Ірландії та Європі.

### 2001—2014: Повернення до The Pogues
The Pogues і МакҐован знову зібрались разом та оголосили про тур у 2001 році, а також про тури з 2004 до 2009 щороку. Гурт брав участь у Guilfest в Англії та у рок-фесивалі Azkena в Іспанії.
У травні 2005 року МакҐован знову приєднався до The Pogues на постійній основі. У тому ж році The Pogues знову випустили «Fairytale of New York», щоб зібрати на благодійність. Сингл став найпопулярнішим серед святково-тематичних пісень, випущених 2005 року, досягши 3-ї позиції у чарті Великої Британії.
У 2006 році він був визнаний 50-м у списку NME Rock Heroes. Його неодноразово бачили зі співаком Пітом Догерті, що був членом гуртів The Libertines та BABYSHAMBLES. МакҐован навіть приєднався до Babyshambles на сцені. Серед інших відомих друзів — Джонні Депп, який знявся у «That Woman's Got Me Drinking», та Джо Страммер, який називав МакҐована «одним з кращих письменників століття» у своєму інтерв'ю 1988-го року. Страммер іноді приєднувався до MacGowan and The Pogues на сцені (і на короткий період часу замінив МакҐована, коли той покинув гурт).
Образ МакҐована використовували для книг і картин. У 2000 році Тім Бредфорд використав заголовок «Шейн МакҐован все ще живий?» для гумористичної книги про Ірландію та ірландську культуру. «Шаман Шейн — поранений цілитель» Штефана Мартіна відзначає Шейна, як останнього лондонсько-ірландського екзорциста. Цей коментар міститься в книзі «Міф про повернення — картини Брайана Вілена та зібрані коментарі». Ірландський художник Брайан Вілан малює Шейна (наприклад, Boy From The County Hell), його роботи представлені на офіційному сайті Шейна, а також він був ілюстратором обкладинки альбому The Popes — Outlaw Heaven.
Про своє майбутнє з The Pogues, в інтерв'ю 24 грудня 2015 року з журналом Vice, коли інтерв'юер запитав, чи група ще активна, Шейн МакҐован сказав: «Ми не працюємо, ні», кажучи, що з 2001 року відбулося возз'єднання: «Я повернувся з The Pogues, і ми знову почали ненавидіти один одного», — додав: «Я не ненавиджу цих людей — вони мої друзі. Я їх дуже люблю. Ми товаришували роками, до того як ми приєдналися до гурту. Ми лише трохи втомились один від одного. Ми друзі, поки ми не подорожуємо разом. З мене цього вистачить».

### 2010–сьогодення: The Shane Gang
У 2010 році МакҐован грав у імпровізованих шоу в Дубліні з новим гуртом під назвою The Shane Gang, у складі якого були члени гурту In Tua Nua — Пол Бірн (ударні) і Джек Дублін (бас). У листопаді 2010 року вони записали новий альбом.
МакҐован був автором тексту пісні «For the Dancing and the Dreaming» для мультфільму «Як приручити дракона 2».
МакҐован з'явиться поряд з численними гостями фіналу фестивалю Feis Liverpool 2019.

## Особисте життя

### Сім'я
Молодша сестра МакҐована — Шиобан МакҐован — журналістка, письменниця і авторка пісень. Вона випустила власний альбом Chariot у 1998 і опублікувала роман для дітей «Мрія Етейн».
МакҐован одружився з Вікторією-Марі Кларк у Копенгагені 26 листопада 2018 року. Зараз вони живуть у Дубліні.

### Зловживання наркотиками
У 2001 році Сінеад О'Коннор викликала поліцію до МакҐована через вживання наркотиків — вона сказала, що намагалась перешкодити йому вживати героїн. Спочатку МакҐован був розлючений, але пізніше висловив вдячність до О'Коннор і заявив, що цей інцидент допоміг йому позбутись залежності від героїну.
Фізичний стан МакҐована значно погіршився через його алкогольну залежність. Він часто виступав в стані алкогольного сп'яніння і виглядав слабким під час інтерв'ю. У 2004 році на телевізійній програмі «This Week» телеканалу ВВС, він давав незрозумілі і неясні відповіді на запитання Джанет Стріт-Портер про заборону публічного куріння в Ірландії. МакҐован почав пити у віці п'яти років, коли його сім'я давала йому пиво, щоб допомогти заснути, а його батько часто брав того з собою в місцевий паб, поки випивав там зі своїми друзями.
МакҐован вже давно відомий жахливим станом своїх зубів. Він втратив останні зуби приблизно в 2008 році. У 2015 році у нього з'явився протез — з одним золотим зубом — процедура зайняла близько дев'яти годин. Протез тримали вісім титанових імплантатів у щелепах. Процедура була предметом цілодобової телевізійної програми Shane MacGowan: A Wreck Reborn. Хірург-стоматолог, який проводив цю процедуру, прокоментував, що МакҐован записав більшість своїх найкращих пісень, поки ще мав зуби: «Ми ефективно переналаштували його інструмент, і тепер так буде постійно».
У 2016 році, тодішня дівчина МакҐована, Вікторія-Марі Кларк, оголосила пресі, що співак тверезий «вперше за роки». Кларк пояснила, що проблеми з алкоголем у МакҐована виникли через «спів в барах і клубах та інших місцях, куди люди йдуть пити і веселитися», і що «вся його кар'єра оберталася навколо цього». Вона сказала, що вживання спиртного не було проблемою протягом багатьох років, але «перейшло від звичайної частини життя» до того, щоб стати нездоровим захопленням. Ситуація погіршилась через вживання наркотиків, таких як героїн. Вона пояснила, що боротьба з пневмонією, яка посилюється болючою травмою стегна, вимагаючи тривалого перебування в лікарні, була відповідальна за його тверезість. Тривалий термін перебування в лікарні вимагав повної детоксифікації, і тверезий спосіб життя МакҐована продовжувався після того, як він повернувся додому.

### Інша робота
У 2001 році МакҐован у співавторстві з Вікторією-Марі Кларк написав автобіографічну книгу "A Drink with Shane MacGowan ".
У 2008 році МакҐован з'явився в епізоді Fair City, який був показаний 28 грудня 2008 року. У 2009 році він знявся в реаліті-шоу " Victoria and Shane Grow Their Own ", коли він та Вікторія-Марі Кларк намагалися вирощувати власну їжу в своєму саду.
У 2010 році МакҐован запропонував ISPCC (Ірландське товариство запобігання жорстокості по відношенню до дітей) незвичайне мистецтво — малюнок на двері вітальні — для аукціону. В кінцевому підсумку вона принесла 1,602 євро на благодійність.

### Нещасний випадок 2015-го року
Влітку 2015 року МакҐован впав, покидаючи студію в Дубліні, пошкодивши таз. МакҐован використовує інвалідний візок після аварії.
«Це було падіння, і я впав не в ту сторону», — заявив він в інтерв'ю журналісту Vice Леоні Купер. «Я зламав таз, що є найгіршим, що ти можеш зробити. Я кульгавий на одну ногу, я не можу ходити по кімнаті без милиці. Мені стає краще, але це займає дуже багато часу. Це найдовший період, який я був коли-небудь потрібен, щоб оговтатися від травми. А їх у мене було чимало.» Він залишається користувачем інвалідних колясок.

## Дискографія

### The Nips/Nipple Erectors
- Bops, Babes, Booze & Bovver (1987)[36][37]

### Сингли
З The Pogues:
- «Poguetry in Motion E.P.»
- «The Irish Rover» (спільно з The Dubliners)
- «Fairytale of New York» (спільно з Кирсті Маккол)
- «Fiesta»

Соло:
- «What a Wonderful World» (з Ніком Кейвом),
- «The Church of the Holy Spook» (з The Popes)
- «That Woman's Got Me Drinking» (з The Popes)
- «Haunted» (з Сінеад O'Коннор)
- «My Way»
- «I Put a Spell on You»[38][39]

### LP
З The Pogues:
- Red Roses for Me (1984)
- Rum Sodomy & the Lash (1985)
- If I Should Fall from Grace with God (1988)
- Peace and Love (Pogues album)|Peace and Love (1989)
- Hell's Ditch (1990)
- The Pogues in Paris: 30th Anniversary concert at the Olympia (2012)

Як Shane MacGowan and the Popes:
- The Snake (1995)
- The Crock of Gold (album)|The Crock of Gold (1997)
- The Rare Oul' Stuff (2001/2002)[40]
- Across the Broad Atlantic: Live on Paddy's Day — New York and Dublin (2002)

### В якості запрошеного співака
- «What a Wonderful World» (з Ніком Кейвом, 1992)
- «Suite Sudarmoricaine», «Tri Martolod», «The Foggy Dew» (з Аланом Стівеллом, альбом Again, 1993)
- «The Wild Rover» (зСінеад О'Коннор, 1993)
- «God Help Me» (з The Jesus and Mary Chain, «Stoned & Dethroned», 1994)
- «Death Is Not the End» (з Ніком Кейвом, Murder Ballads LP, 1996)
- «Perfect Day» (1997)[41]
- «The Wild Rover» and «Good Rats» (з Dropkick Murphys, 2000)[42]
- «Ride On» and «Spancill Hill» (з Cruachan, 2004)
- «Waiting 'Round to Die» (2009)
- «Four Leaf Lover Boy» and «Full of Sh*t» (2010)
- «Little Drummer Boy/Peace on Earth» (2010)

## Фільмографія
- The Punk Rock Movie — 1979
- Eat the Rich — 1987
- Straight to Hell — 1987
- The Pogues — Live at the Town & Country — 1988
- The Ghosts of Oxford Street — 1991
- Shane MacGowan & The Popes: Live at Appalachia 1995 — 1995
- The Great Hunger: The Life and Songs of Shane MacGowan — 1997
- The Filth and the Fury — 2000
- If I Should Fall From Grace: The Shane MacGowan Story — 2001
- The Clash: Westway to the World — 2002
- The Story of Fairytale of New York — 2005
- The Libertine — 2005
- Harry Hill's TV Burp — 2007
- Harry Hill's TV Burp — 2010
- The Pogues in Paris: 30th Anniversary concert at the Olympia — 2012